# 시아버지 (영화)
《시아버지》는 한국에서 제작된 하한수 감독의 1970년 영화이다. 최남현 등이 주연으로 출연하였고 이민덕 등이 제작에 참여하였다.

## 출연

### 주연
- 최남현
- 문희
- 이순재
- 남진

## 기타
- 조명: 이병준
- 미술: 이문현